# Beilschmiedia
Genre
Beilschmiedia est un genre de plantes à fleurss de la famille des Lauraceae.
Ce sont des arbres et des arbustes. La plupart des espèces poussent sous les climats tropicaux et peu d'entre elles sont originaires des régions tempérées. Elles sont répandues dans les régions tropicales d'Asie, Afrique, Australie, Nouvelle-Calédonie, Nouvelle-Zélande, Amérique centrale, Caraïbes et Amérique du Sud jusqu'au Chili.
Les espèces les plus connues en Europe et aux États-Unis sont les espèces chiliennes Beilschmiedia berteroana et Beilschmiedia miersii importées en raison de leur tolérance au gel.
Les graines de Beilschmiedia bancroftii ont été utilisées comme source de nourriture par les Aborigènes australiens.
Le bois de certaines espèces est très apprécié.
Son nom rend hommage au botaniste allemand Carl Traugott Beilschmied.

## Liste des variétés et espèces
Selon Catalogue of Life (17 septembre 2017) :
- Beilschmiedia aborensis Kosterm.
- Beilschmiedia acuta Kosterm.
- Beilschmiedia acutifolia Teschn.
- Beilschmiedia alata Robyns & Wilczek
- Beilschmiedia alloiophylla (Rusby) Kosterm.
- Beilschmiedia ambigua Robyns & Wilczek
- Beilschmiedia anacardioides (Engl. & K. Krause) Robyns & Wilczek
- Beilschmiedia anay (Blake) Kosterm.
- Beilschmiedia andamanensis M.Gangop.
- Beilschmiedia angustielliptica F.G. Lorea-Hernández
- Beilschmiedia angustifolia Kosterm.
- Beilschmiedia appendiculata (C.K. Allen) S.K. Lee & Y.T. Wei
- Beilschmiedia argentata Kosterm.
- Beilschmiedia assamica Meisn.
- Beilschmiedia atra Kosterm. ex de Kok
- Beilschmiedia auriculata Robyns & Wilczek
- Beilschmiedia balansae Lecomte
- Beilschmiedia bancroftii (F. M. Bailey) C. T. White
- Beilschmiedia bangkae Kosterm.
- Beilschmiedia baotingensis S.K. Lee & Y.T. Wei
- Beilschmiedia barensis (Engl. & K. Krause) Robyns & Wilczek
- Beilschmiedia batangensis (Engl.) Robyns & Wilczek
- Beilschmiedia berteroana (C. Gay) Kosterm.
- Beilschmiedia bhutanica M.Gangop.
- Beilschmiedia brachystachys (Merr.) Kosterm.
- Beilschmiedia brachythyrsa H.W. Li
- Beilschmiedia bracteata Robyns & Wilczek
- Beilschmiedia brandisii Hook. fil.
- Beilschmiedia brasiliensis (Kosterm.) Kosterm.
- Beilschmiedia brassii C. K. Allen
- Beilschmiedia brevifolia Y.T. Wei
- Beilschmiedia brevipaniculata C.K. Allen
- Beilschmiedia brevipes Ridl.
- Beilschmiedia brevipetiolata Kosterm.
- Beilschmiedia brunnea B.P.M. Hyland
- Beilschmiedia calcitranthera Fouilloy
- Beilschmiedia caloneura Scheff.
- Beilschmiedia castrisinensis B.P.M. Hyland
- Beilschmiedia caudata (Stapf) A. Chev.
- Beilschmiedia chevalieri Robyns & Wilczek
- Beilschmiedia cinnamomea (Stapf) Robyns & Wilczek
- Beilschmiedia clarkei Hook. fil.
- Beilschmiedia collina B.P.M. Hyland
- Beilschmiedia congestiflora (Engl. & K. Krause) Robyns & Wilczek
- Beilschmiedia congolana Robyns & Wilczek
- Beilschmiedia corbisieri (Robyns) Robyns & Wilczek
- Beilschmiedia crassa Sach.Nishida
- Beilschmiedia crassifolia (Engl.) Robyns & Wilczek
- Beilschmiedia crassipes (Engl. & K. Krause) Robyns & Wilczek
- Beilschmiedia cryptocaryoides Kosterm.
- Beilschmiedia curviramea (Meisn.) Kosterm.
- Beilschmiedia cuspidata (K. Krause) Robyns & Wilczek
- Beilschmiedia cylindrica S.K. Lee & Y.T. Wei
- Beilschmiedia dalzellii (Meisn.) Kosterm.
- Beilschmiedia delicata S.K. Lee & Y.T. Wei
- Beilschmiedia descoingsii Fouilloy
- Beilschmiedia dictyoneura Kosterm.
- Beilschmiedia dielsiana Teschn.
- Beilschmiedia dilmyana Kosterm.
- Beilschmiedia dinklagei (Engl.) Robyns & Wilczek
- Beilschmiedia diversiflora Pierre ex Robyns & Wilczek
- Beilschmiedia donisii Robyns & Wilczek
- Beilschmiedia elegantissima Kosterm.
- Beilschmiedia elliptica C. T. White
- Beilschmiedia emarginata (Meisn.) Kosterm.
- Beilschmiedia erythrophloia Hayata
- Beilschmiedia fasciata H.W. Li
- Beilschmiedia ferruginea H. Liou
- Beilschmiedia fluminensis Kosterm.
- Beilschmiedia foliosa (S. Moore) Robyns & Wilczek
- Beilschmiedia fordii Dunn
- Beilschmiedia frondosa Kosterm.
- Beilschmiedia fruticosa Engl.
- Beilschmiedia fulva Robyns & Wilczek
- Beilschmiedia furfuracea Chun ex Hung T. Chang
- Beilschmiedia gaboonensis (Meisn.) Benth. & Hook. fil.
- Beilschmiedia gallatlyi M.Gangop.
- Beilschmiedia gammieana King ex Hook. fil.
- Beilschmiedia gemmiflora (Bl.) Kosterm.
- Beilschmiedia gigantocarpa Kosterm.
- Beilschmiedia gilbertii Robyns & Wilczek
- Beilschmiedia giorgii Robyns & Wilczek
- Beilschmiedia gitingensis (Elmer) Kosterm.
- Beilschmiedia glabra Kosterm.
- Beilschmiedia glandulosa N.H.Xia, F.N.Wei & Y.F.Deng
- Beilschmiedia glauca S.K. Lee & L. FIL. Lau
- Beilschmiedia glauciphylla Kosterm.
- Beilschmiedia globularia Kurz
- Beilschmiedia grandibracteata Robyns & Wilczek
- Beilschmiedia grandiflora (Kosterm.) Kosterm.
- Beilschmiedia grandifolia (Stapf) Robyns & Wilczek
- Beilschmiedia gynotrochioides Kosterm.
- Beilschmiedia hartonoana Sach.Nishida
- Beilschmiedia henghsienensis S. K. Lee & Y. T. Wei in S. K. Lee & al.
- Beilschmiedia hermanii Robyns & Wilczek
- Beilschmiedia hexanthera H. van der Werff
- Beilschmiedia hondurensis Kosterm.
- Beilschmiedia hutchinsoniana Robyns & Wilczek
- Beilschmiedia immersinervis Sachiko Nishida
- Beilschmiedia inconspicua Kostermans
- Beilschmiedia insignis Gamble
- Beilschmiedia insularum Robyns & Wilczek
- Beilschmiedia intermedia C.K. Allen
- Beilschmiedia jabassensis (Engl. & K. Krause) Robyns & Wilczek
- Beilschmiedia jacobii Robi, Udayan & S.George
- Beilschmiedia jacques-felixii Robyns & Wilczek
- Beilschmiedia kinabaluensis Kosterm.
- Beilschmiedia klainei Robyns & Wilczek
- Beilschmiedia kochummenii de Kok
- Beilschmiedia kostermansiana Robyns & Wilczek
- Beilschmiedia kunstleri Gamble
- Beilschmiedia kweichowensis Cheng
- Beilschmiedia kweo (Mildbr.) Robyns & Wilczek
- Beilschmiedia laevis C.K. Allen
- Beilschmiedia lanatella Kosterm.
- Beilschmiedia lancilimba Kosterm.
- Beilschmiedia lanuginosa Teschn.
- Beilschmiedia laotica Kosterm.
- Beilschmiedia latifolia (Nees) Sachiko Nishida
- Beilschmiedia lebrunii Robyns & Wilczek
- Beilschmiedia ledermannii Teschn.
- Beilschmiedia letouzeyi Robyns & Wilczek
- Beilschmiedia linharensis Sachiko Nishida & H. van der Werff
- Beilschmiedia linocieroides H.W. Li
- Beilschmiedia longepetiolata C.K. Allen
- Beilschmiedia longifolia Teschn.
- Beilschmiedia louisii Robyns & Wilczek
- Beilschmiedia lucidula (Miq.) Kosterm.
- Beilschmiedia lumutensis Gamble
- Beilschmiedia macrocarpa A. Chev. ex H. Liou
- Beilschmiedia macrophylla Meisn.
- Beilschmiedia macropoda C.K. Allen
- Beilschmiedia madagascariensis (Baill.) Kosterm.
- Beilschmiedia madang (Bl.) Bl.
- Beilschmiedia maingayi Hook. fil.
- Beilschmiedia manantlanensis R. Cuevas G. & T. S. Cochrane
- Beilschmiedia mannii (Meisn.) Robyns & Wilczek
- Beilschmiedia mannioides Robyns & Wilczek
- Beilschmiedia mayumbensis Robyns & Wilczek
- Beilschmiedia membranacea Gamble
- Beilschmiedia membranifolia Kosterm.
- Beilschmiedia mexicana (Mez) Kosterm.
- Beilschmiedia michelsonii Robyns & Wilczek
- Beilschmiedia micrantha Merr.
- Beilschmiedia micranthopsis Kosterm.
- Beilschmiedia microcarpa Sach.Nishida
- Beilschmiedia microphylla (Kosterm.) Kosterm.
- Beilschmiedia miersii (C. Gay) Kosterm.
- Beilschmiedia minutiflora Benth. & Hook. fil.
- Beilschmiedia montanoides Kosterm.
- Beilschmiedia moratii H. van der Werff
- Beilschmiedia morobensis Kosterm.
- Beilschmiedia muricata Hung T. Chang
- Beilschmiedia murutensis Kosterm.
- Beilschmiedia myrciifolia (S. Moore) Robyns & Wilczek
- Beilschmiedia myrmecophila Kosterm.
- Beilschmiedia ndongensis (Engl. & K. Krause) Robyns & Wilczek
- Beilschmiedia neocaledonica Kosterm.
- Beilschmiedia neoletestui Fouilloy & N. Halle
- Beilschmiedia ningmingensis S.K. Lee & Y.T. Wei
- Beilschmiedia nitida Engl.
- Beilschmiedia novaebritanniae Kosterm.
- Beilschmiedia novoguineensis Teschn.
- Beilschmiedia obconica C.K. Allen
- Beilschmiedia oblonga Kosterm.
- Beilschmiedia oblongifolia Robyns & Wilczek
- Beilschmiedia obovata Kosterm.
- Beilschmiedia obovatifoliosa Lecomte
- Beilschmiedia obscura Engl. ex Stapf
- Beilschmiedia obscurinervia Hung T. Chang
- Beilschmiedia obtusifolia (F.Müll. ex Meisn.) F.Müll.
- Beilschmiedia oligandra L. S. Smith
- Beilschmiedia oligantha Sach.Nishida
- Beilschmiedia olivacea Robyns & Wilczek
- Beilschmiedia opposita Kosterm.
- Beilschmiedia oreophila Schltr.
- Beilschmiedia ovalioides Sachiko Nishida
- Beilschmiedia ovalis (Blake) C. K. Allen
- Beilschmiedia ovoidea F.N. Wei
- Beilschmiedia pahangensis Gamble
- Beilschmiedia palembanica (Miq.) Kosterm.
- Beilschmiedia papyracea (Stapf) Robyns & Wilczek
- Beilschmiedia pauciflora H.W. Li
- Beilschmiedia paulocordata Fouilloy & N. Halle
- Beilschmiedia pedicellata van der Werff
- Beilschmiedia pellegrinii Fouilloy & N. Halle
- Beilschmiedia penangiana Gamble
- Beilschmiedia pendula (Sw.) Hemsl.
- Beilschmiedia peninsularis B.P.M. Hyland
- Beilschmiedia perakensis Gamble
- Beilschmiedia percoriacea C.K. Allen
- Beilschmiedia pergamentacea C.K. Allen
- Beilschmiedia phoebeopsis Kosterm.
- Beilschmiedia pierreana Robyns & Wilczek
- Beilschmiedia pilosa Kosterm.
- Beilschmiedia podagrica Kosterm.
- Beilschmiedia poilanei H. Liou
- Beilschmiedia preussii Engl.
- Beilschmiedia preussioides Fouilloy & N. Halle
- Beilschmiedia pseudomicropora (Purkay. & Narayan.) Kosterm.
- Beilschmiedia pubescens Teschn.
- Beilschmiedia pullenii Kosterm.
- Beilschmiedia punctilimba H.W. Li
- Beilschmiedia purpurascens H.W. Li
- Beilschmiedia recurva B.P.M. Hyland
- Beilschmiedia reticulata Kosterm.
- Beilschmiedia rigida (Mez) Kosterm.
- Beilschmiedia riparia Miranda
- Beilschmiedia rivularis Kosterm.
- Beilschmiedia robertsonii Gamble
- Beilschmiedia robusta C.K. Allen
- Beilschmiedia robynsiana Kosterm.
- Beilschmiedia rosseliana Kosterm.
- Beilschmiedia roxburghiana Nees
- Beilschmiedia rufohirtella H.W. Li
- Beilschmiedia rufolanata Kosterm.
- Beilschmiedia rufoperulata Kosterm.
- Beilschmiedia rugosa van der Werff
- Beilschmiedia rwandensis R. Wilczek
- Beilschmiedia sary Kosterm.
- Beilschmiedia schmitzii Robyns & Wilczek
- Beilschmiedia scintillans (Kosterm.) van der Werff & Sach.Nishida
- Beilschmiedia sericans Kosterm.
- Beilschmiedia sericea Teschn.
- Beilschmiedia sessilifolia Engl. ex Stapf
- Beilschmiedia shangsiensis Y.T. Wei
- Beilschmiedia sichourensis H.W. Li
- Beilschmiedia sikkimensis King ex Hook. fil.
- Beilschmiedia staudtii Engl.
- Beilschmiedia steyermarkii C. K. Allen
- Beilschmiedia stricta Kosterm.
- Beilschmiedia sulcata (Ruiz & Pav.) Kosterm.
- Beilschmiedia sumatrensis Ridl.
- Beilschmiedia superba Kosterm.
- Beilschmiedia supraglandulosa Y.K. Li
- Beilschmiedia talbotiae (S. Moore) Robyns & Wilczek
- Beilschmiedia tarairi (A. Cunn.) Kirk
- Beilschmiedia taubertiana (Schwacke & Mez) Kosterm.
- Beilschmiedia tawa (A. Cunn.) Kirk
- Beilschmiedia tawaensis Merr.
- Beilschmiedia tawaroa A.E. Wright
- Beilschmiedia telupidensis Sach.Nishida
- Beilschmiedia tessendorffiana Teschn.
- Beilschmiedia thollonii Robyns & Wilczek
- Beilschmiedia tilaranensis Sachiko Nishida
- Beilschmiedia tirunelvelica Manickam, Murugan, Jothi & Sundaresan
- Beilschmiedia tisserantii A. Chev.
- Beilschmiedia tonkinensis (Lecomte) Ridl.
- Beilschmiedia tooram (Bailey) B.P.M. Hyland
- Beilschmiedia tovarensis (Meisn.) Sahiko Nishida
- Beilschmiedia triplinervis Teschn.
- Beilschmiedia troupinii R. Wilczek
- Beilschmiedia tsangii Merr.
- Beilschmiedia tungfangensis S.K. Lee & L. FIL. Lau
- Beilschmiedia ugandensis Rendle
- Beilschmiedia variabilis Robyns & Wilczek
- Beilschmiedia velutina (Kosterm.) Kosterm.
- Beilschmiedia vermoesenii Robyns & Wilczek
- Beilschmiedia versicolor Kosterm.
- Beilschmiedia vestita L.C.S.Assis & M.F.Santos
- Beilschmiedia vidalii Kostermans
- Beilschmiedia villosa Kostermans
- Beilschmiedia volckii B.P.M. Hyland
- Beilschmiedia wangii C.K. Allen
- Beilschmiedia wieringae Kosterm.
- Beilschmiedia wightii (Nees) Benth. ex Hook. fil.
- Beilschmiedia wilczekii Fouilloy
- Beilschmiedia yangambiensis Robyns & Wilczek
- Beilschmiedia yunnanensis Hu
- Beilschmiedia zahnii (K. Krause) Robyns & Wilczek
- Beilschmiedia zenkeri Engl.
- Beilschmiedia zeylanica (Thw.) Trim.

Selon GRIN (17 septembre 2017) :
- Beilschmiedia bancroftii (F. M. Bailey) C. T. White
- Beilschmiedia clarkei Hook. f.
- Beilschmiedia intermedia C. K. Allen
- Beilschmiedia kweo (Mildbr.) Robyns & R. Wilczek
- Beilschmiedia laevis C. K. Allen
- Beilschmiedia miersii (Gay) Kosterm.
- Beilschmiedia obtusifolia (F. Muell. ex Meisn.) F. Muell.
- Beilschmiedia tawa (A. Cunn.) Kirk

Selon ITIS (17 septembre 2017) :
- Beilschmiedia pendula (Sw.) Hemsl.
- Beilschmiedia roxburgiana Nees

Selon NCBI (17 septembre 2017) :
- Beilschmiedia acuta
- Beilschmiedia alloiophylla
- Beilschmiedia anay
- Beilschmiedia appendiculata
- Beilschmiedia bancroftii
- Beilschmiedia berteroana
- Beilschmiedia brachythyrsa
- Beilschmiedia brasiliensis
- Beilschmiedia brenesii
- Beilschmiedia costaricensis
- Beilschmiedia delicata
- Beilschmiedia dictyoneura
- Beilschmiedia elliptica
- Beilschmiedia emarginata
- Beilschmiedia erythrophloia
- Beilschmiedia fasciata
- Beilschmiedia fordii
- Beilschmiedia glauca
  - variété Beilschmiedia glauca var. glaucoides
- Beilschmiedia immersinervis
- Beilschmiedia inconspicua
- Beilschmiedia intermedia
- Beilschmiedia jacques-felixii
- Beilschmiedia kunstleri
- Beilschmiedia kweichowensis
- Beilschmiedia laevis
- Beilschmiedia linocieroides
- Beilschmiedia madagascariensis
- Beilschmiedia mexicana
- Beilschmiedia miersii
- Beilschmiedia obtusifolia
- Beilschmiedia oreophila
- Beilschmiedia ovalis
- Beilschmiedia pauciflora
- Beilschmiedia pendula
- Beilschmiedia peninsularis
- Beilschmiedia percoriacea
- Beilschmiedia pierreana
- Beilschmiedia purpurascens
- Beilschmiedia recurva
- Beilschmiedia robusta
- Beilschmiedia roxburghiana
- Beilschmiedia rufohirtella
- Beilschmiedia sary
- Beilschmiedia tarairi
- Beilschmiedia tawa
- Beilschmiedia tawaroa
- Beilschmiedia tilaranensis
- Beilschmiedia tooram
- Beilschmiedia tovarensis
- Beilschmiedia tsangii
- Beilschmiedia turbinata
- Beilschmiedia velutina
- Beilschmiedia volckii
- Beilschmiedia yunnanensis

Selon The Plant List (17 septembre 2017) :
- Beilschmiedia aborensis Kosterm.
- Beilschmiedia acuta Kosterm.
- Beilschmiedia acutifolia Teschner
- Beilschmiedia alata Robyns & R.Wilczek
- Beilschmiedia alloiophylla (Rusby) Kosterm.
- Beilschmiedia ambigua Robyns & R.Wilczek
- Beilschmiedia anacardioides (Engl. & K.Krause) Robyns & R.Wilczek
- Beilschmiedia anay (S.F.Blake) Kosterm.
- Beilschmiedia andamanensis M.Gangop.
- Beilschmiedia angustielliptica Lorea-Hern.
- Beilschmiedia angustifolia Kosterm.
- Beilschmiedia appendiculata (Allen) S.K.Lee & Y.T.Wei
- Beilschmiedia argentata Kosterm.
- Beilschmiedia assamica Meisn.
- Beilschmiedia atrata C.K.Allen
- Beilschmiedia auriculata Robyns & R.Wilczek
- Beilschmiedia balansae Lecomte
- Beilschmiedia bancroftii (Bailey) C.T.White
- Beilschmiedia bangkae Kosterm.
- Beilschmiedia baotingensis S.K.Lee & Y.T.Wei
- Beilschmiedia barensis (Engl. & K.Krause) Robyns & R.Wilczek
- Beilschmiedia batangensis (Engl.) Robyns & R.Wilczek
- Beilschmiedia berteroana (Gay) Kosterm.
- Beilschmiedia bhutanica M.Gangop.
- Beilschmiedia brachystachys Kosterm.
- Beilschmiedia brachythyrsa H.W.Li
- Beilschmiedia bracteata Robyns & R.Wilczek
- Beilschmiedia brandisii Hook.f.
- Beilschmiedia brassii C.K.Allen
- Beilschmiedia brevifolia Y.T.Wei
- Beilschmiedia brevipaniculata C.K.Allen
- Beilschmiedia brunnea B.Hyland
- Beilschmiedia calcitranthera Fouilloy
- Beilschmiedia caloneura Scheff.
- Beilschmiedia castrisinensis B.Hyland
- Beilschmiedia caudata (Stapf) A.Chev.
- Beilschmiedia chevalieri Robyns & R.Wilczek
- Beilschmiedia cinnamomea (Stapf) Robyns & R.Wilczek
- Beilschmiedia clarkei Hook.f.
- Beilschmiedia collina B.Hyland
- Beilschmiedia conferta (S.Moore) Robyns & R.Wilczek
- Beilschmiedia congestiflora (Engl. & K.Krause) Robyns & R.Wilczek
- Beilschmiedia congolana Robyns & R.Wilczek
- Beilschmiedia corbisieri (Robyns) Robyns & R.Wilczek
- Beilschmiedia costaricensis (Mez & Pittier) C.K.Allen
- Beilschmiedia crassa Sach.Nishida
- Beilschmiedia crassifolia (Engl.) Robyns & R.Wilczek
- Beilschmiedia crassipes (Engl. & K.Krause) Robyns & R.Wilczek
- Beilschmiedia cryptocaryoides Kosterm.
- Beilschmiedia curviramea (Meisn.) Kosterm.
- Beilschmiedia cuspidata (K.Krause) Robyns & R.Wilczek
- Beilschmiedia cylindrica S.K.Lee & Y.T.Wei
- Beilschmiedia dalzellii (Meisn.) Kosterm.
- Beilschmiedia dawei Robyns & R.Wilczek
- Beilschmiedia descoingsii Fouilloy
- Beilschmiedia dictyoneura Kosterm.
- Beilschmiedia dielsiana Teschner
- Beilschmiedia dilmyana Kosterm.
- Beilschmiedia dinklagei (Engl.) Robyns & R.Wilczek
- Beilschmiedia discolor C.K.Allen
- Beilschmiedia diversiflora Pierre ex Robyns & R.Wilczek
- Beilschmiedia djalonensis A. Chev.
- Beilschmiedia donisii Robyns & R.Wilczek
- Beilschmiedia elata Elliot
- Beilschmiedia elegantissima Kosterm.
- Beilschmiedia elliptica C.T.White & W.D.Francis
- Beilschmiedia emarginata (Meisn.) Kosterm.
- Beilschmiedia erythrophloia Hayata
- Beilschmiedia euryneura (Stapf) Robyns & R.Wilczek
- Beilschmiedia fagifolia Nees
- Beilschmiedia fasciata H.W.Li
- Beilschmiedia ferruginea H.Liu
- Beilschmiedia filicifolia Kosterm.
- Beilschmiedia fluminensis Kosterm.
- Beilschmiedia foliosa (S.Moore) Robyns & R.Wilczek
- Beilschmiedia fordii Dunn
- Beilschmiedia foxiana Gamble
- Beilschmiedia fruticosa Engl.
- Beilschmiedia fulva Robyns & R.Wilczek
- Beilschmiedia furfuracea Chun ex H.T.Chang
- Beilschmiedia gaboonensis (Meisn.) Benth. & Hook.f. ex B.D.Jacks.
- Beilschmiedia gallatlyi M.Gangop.
- Beilschmiedia gammieana King ex Hook.f.
- Beilschmiedia gemmiflora (Blume) Kosterm.
- Beilschmiedia gigantocarpa Kosterm.
- Beilschmiedia gilbertii Robyns & R.Wilczek
- Beilschmiedia giorgii Robyns & R.Wilczek
- Beilschmiedia gitingensis (Elmer) Kosterm.
- Beilschmiedia glabra Kosterm.
- Beilschmiedia glandulosa N.H.Xia, F.N.Wei & Y.F.Deng
- Beilschmiedia glauca S.K.Lee & L.F.Lau
- Beilschmiedia glauciphylla Kosterm.
- Beilschmiedia glaucoides (H.W.Li) H.W.Li
- Beilschmiedia globularia Kurz
- Beilschmiedia glomerata Merr.
- Beilschmiedia grandibracteata Robyns & R.Wilczek
- Beilschmiedia grandifolia (Engl. ex Stapf) Robyns & R.Wilczek
- Beilschmiedia grandiosa C.K.Allen
- Beilschmiedia gynotrochioides Kosterm.
- Beilschmiedia hartonoana Sach.Nishida
- Beilschmiedia henghsienensis S.K.Lee & Y.T.Wei
- Beilschmiedia hermanii Robyns & R.Wilczek
- Beilschmiedia hexanthera van der Werff
- Beilschmiedia hondurensis Kosterm.
- Beilschmiedia hutchinsoniana Robyns & R.Wilczek
- Beilschmiedia immersinervis Sachiko Nishida
- Beilschmiedia inconspicua Kosterm.
- Beilschmiedia insignis Gamble
- Beilschmiedia insularum Robyns & R.Wilczek
- Beilschmiedia intermedia C.K.Allen
- Beilschmiedia jabassensis (Engl. & K.Krause) Robyns & R.Wilczek
- Beilschmiedia jacques-felixii Robyns & R.Wilczek
- Beilschmiedia javanica Miq.
- Beilschmiedia kinabaluensis Kosterm.
- Beilschmiedia klainei Robyns & R.Wilczek
- Beilschmiedia kostermansiana Robyns & R.Wilczek
- Beilschmiedia kunstleri Gamble
- Beilschmiedia kwangsiensis Kosterm.
- Beilschmiedia kweichowensis C.Y.Cheng
- Beilschmiedia kweo (Mildbr.) Robyns & R.Wilczek
- Beilschmiedia laevis C.K.Allen
- Beilschmiedia lanatella Kosterm.
- Beilschmiedia lancifolia Miq.
- Beilschmiedia lancilimba Kosterm.
- Beilschmiedia lanuginosa Teschner
- Beilschmiedia latifolia (Nees) Sachiko Nishida
- Beilschmiedia le-testui (Pellegr.) Pellegr.
- Beilschmiedia lebrunii Robyns & R.Wilczek
- Beilschmiedia ledermannii Teschner
- Beilschmiedia letouzeyi Robyns & R.Wilczek
- Beilschmiedia linharensis Sachiko Nishida & van der Werff
- Beilschmiedia linocieroides H.W.Li
- Beilschmiedia longepetiolata C.K.Allen
- Beilschmiedia longifolia Teschner
- Beilschmiedia louisii Robyns & R.Wilczek
- Beilschmiedia lucidula (Miq.) Kosterm.
- Beilschmiedia lumutensis Gamble
- Beilschmiedia macrocarpa A.Chev. ex H.Liu
- Beilschmiedia macrophylla Meisn.
- Beilschmiedia macropoda C.K.Allen
- Beilschmiedia madagascariensis (Danguy) Kosterm.
- Beilschmiedia madang Blume
- Beilschmiedia maingayi Hook.f.
- Beilschmiedia manantlanensis Cuevas & Cochrane
- Beilschmiedia mannii (Meisn.) Benth. & Hook.f. ex B.D.Jacks.
- Beilschmiedia mannioides Robyns & R.Wilczek
- Beilschmiedia marginata (Meisn.) Kosterm.
- Beilschmiedia mayumbensis Robyns & R.Wilczek
- Beilschmiedia membranacea Gamble
- Beilschmiedia membranifolia Kosterm.
- Beilschmiedia mexicana (Mez) Kosterm.
- Beilschmiedia michelsonii Robyns & R.Wilczek
- Beilschmiedia micrantha Merr.
- Beilschmiedia microcarpa Sach.Nishida
- Beilschmiedia microphylla (Kosterm.) Kosterm.
- Beilschmiedia miersii (Gay) Kosterm.
- Beilschmiedia minutiflora (Meisn.) Benth. & Hook.f. ex B.D.Jacks.
- Beilschmiedia montanoides Kosterm.
- Beilschmiedia moratii van der Werff
- Beilschmiedia morobensis Kosterm.
- Beilschmiedia muricata H.T.Chang
- Beilschmiedia murutensis Kosterm.
- Beilschmiedia myrciifolia (S.Moore) Robyns & R.Wilczek
- Beilschmiedia myrmecophila Kosterm.
- Beilschmiedia natalensis J.H.Ross
- Beilschmiedia ndongensis (Engl. & K.Krause) Robyns & R.Wilczek
- Beilschmiedia neocaledonica Kosterm.
- Beilschmiedia neoletestui Fouilloy & N.Hallé
- Beilschmiedia ningmingensis S.K.Lee & Y.T.Wei
- Beilschmiedia nitida Engl.
- Beilschmiedia novae-britanniae Kosterm.
- Beilschmiedia novo-guineensis Teschner
- Beilschmiedia obconica C.K.Allen
- Beilschmiedia oblonga Kosterm.
- Beilschmiedia oblongifolia Robyns & R.Wilczek
- Beilschmiedia obovalifoliosa Lecomte
- Beilschmiedia obovatifoliosa Lecomte
- Beilschmiedia obscura (Stapf) A.Chev.
- Beilschmiedia obscurinervia H.T.Chang
- Beilschmiedia obtusifolia (Meisn.) F.Muell.
- Beilschmiedia oligandra L.S.Sm.
- Beilschmiedia oligantha Sach.Nishida
- Beilschmiedia olivacea Robyns & R.Wilczek
- Beilschmiedia opposita Kosterm.
- Beilschmiedia oreophila Schltr.
- Beilschmiedia ovalioides Sachiko Nishida
- Beilschmiedia ovalis (S.F.Blake) C.K.Allen
- Beilschmiedia ovoidea F.N.Wei
- Beilschmiedia pahangensis Gamble
- Beilschmiedia palembanica (Miq.) Kosterm.
- Beilschmiedia papyracea (Stapf) Robyns & R.Wilczek
- Beilschmiedia parvifolia Lecomte
- Beilschmiedia pauciflora H.W.Li
- Beilschmiedia paulocordata Fouilloy & N.Hallé
- Beilschmiedia pedicellata van der Werff
- Beilschmiedia pellegrinii Fouilloy & N.Hallé
- Beilschmiedia penangiana Gamble
- Beilschmiedia pendula (Sw.) Hemsl.
- Beilschmiedia peninsularis B.Hyland
- Beilschmiedia perakensis Gamble
- Beilschmiedia percoriacea C.K.Allen
- Beilschmiedia pergamentacea C.K.Allen
- Beilschmiedia phoebeopsis Kosterm.
- Beilschmiedia pierreana Robyns & R.Wilczek
- Beilschmiedia pilosa Kosterm.
- Beilschmiedia podagrica Kosterm.
- Beilschmiedia poilanei H.Liu
- Beilschmiedia preussii Engl.
- Beilschmiedia preussioides Fouilloy & N.Hallé
- Beilschmiedia pubescens Teschner
- Beilschmiedia pullenii Kosterm.
- Beilschmiedia punctilimba H.W.Li
- Beilschmiedia purpurascens H.W.Li
- Beilschmiedia purpurea Elmer
- Beilschmiedia recurva B.Hyland
- Beilschmiedia reticulata Kosterm.
- Beilschmiedia rigida (Mez) Kosterm.
- Beilschmiedia riparia Miranda
- Beilschmiedia rivularis Kosterm.
- Beilschmiedia robertsonii Gamble
- Beilschmiedia robusta C.K.Allen
- Beilschmiedia robynsiana Kosterm.
- Beilschmiedia rosseliana Kosterm.
- Beilschmiedia roxburghiana Nees
- Beilschmiedia rufohirtella H.W.Li
- Beilschmiedia rufolanata Kosterm.
- Beilschmiedia rufoperulata Kosterm.
- Beilschmiedia rugosa van der Werff
- Beilschmiedia rwandensis R.Wilczek
- Beilschmiedia sary Kosterm.
- Beilschmiedia schmitzii Robyns & R.Wilczek
- Beilschmiedia scintillans (Kosterm.) van der Werff & Sach.Nishida
- Beilschmiedia sericans Kosterm.
- Beilschmiedia sericea Teschner
- Beilschmiedia sessilifolia (Stapf) Engl. ex Fouilloy
- Beilschmiedia shangsiensis Y.T.Wei
- Beilschmiedia sichourensis H.W.Li
- Beilschmiedia sikkimensis King ex Hook.f.
- Beilschmiedia stapfiana Robyns & R.Wilczek
- Beilschmiedia staudtii Engl.
- Beilschmiedia steyermarkii C.K.Allen
- Beilschmiedia stricta Kosterm.
- Beilschmiedia sulcata (Ruiz & Pav.) Kosterm.
- Beilschmiedia sumatrensis Ridl.
- Beilschmiedia superba Kosterm.
- Beilschmiedia supraglandulosa Y.K.Li
- Beilschmiedia talbotiae (S.Moore) Robyns & R.Wilczek
- Beilschmiedia tarairi (A.Cunn.) Kirk
- Beilschmiedia taubertiana (Schwacke & Mez) Kosterm.
- Beilschmiedia tawa (A.Cunn.) Kirk
- Beilschmiedia tawaensis Merr.
- Beilschmiedia tawaroa A.E.Wright
- Beilschmiedia telupidensis Sach.Nishida
- Beilschmiedia thollonii Robyns & R.Wilczek
- Beilschmiedia thomaea Benth. & Hook.f.
- Beilschmiedia tilaranensis Sachiko Nishida
- Beilschmiedia tirunelvelica Manickam, Murugan, Jothi & Sundaresan
- Beilschmiedia tonkinensis (Lecomte) Ridl.
- Beilschmiedia tooram (Bailey) B.Hyland
- Beilschmiedia tovarensis (Klotzsch & H.Karst. ex Meisn.) Sachiko Nishida
- Beilschmiedia triplinervis Teschner
- Beilschmiedia troupinii R.Wilczek
- Beilschmiedia tsangii Merr.
- Beilschmiedia tungfangensis S.K.Lee & L.F.Lau
- Beilschmiedia ugandensis Rendle
- Beilschmiedia undulata Miq.
- Beilschmiedia variabilis Robyns & R.Wilczek
- Beilschmiedia velutina (Kosterm.) Kosterm.
- Beilschmiedia velutionsa Kosterm.
- Beilschmiedia vermoesenii Robyns & R.Wilczek
- Beilschmiedia versicolor Kosterm.
- Beilschmiedia vidalii Kosterm.
- Beilschmiedia villosa Kosterm.
- Beilschmiedia volckii B.Hyland
- Beilschmiedia wallichiana (G.Don) Kosterm.
- Beilschmiedia wangii C.K.Allen
- Beilschmiedia wieringae Kosterm.
- Beilschmiedia wightii Benth. & Hook.f.
- Beilschmiedia wilczekii Fouilloy
- Beilschmiedia xizangensis H.P.Tsui
- Beilschmiedia yaanica (N.Chao) N.Chao
- Beilschmiedia yangambiensis Robyns & R.Wilczek
- Beilschmiedia yunnanensis Hu
- Beilschmiedia zahnii (K.Krause) Robyns & R.Wilczek
- Beilschmiedia zapoteoides (Lundell) Kosterm.
- Beilschmiedia zenkeri Engl.
- Beilschmiedia zeylanica (Thwaites) Trimen

Selon Tropicos (17 septembre 2017) (Attention liste brute contenant possiblement des synonymes) :
- Beilschmiedia aborensis Kosterm.
- Beilschmiedia acuta Kosterm.
- Beilschmiedia acutifolia Teschner
- Beilschmiedia alata Robyns & R. Wilczek
- Beilschmiedia alloiophylla (Rusby) Kosterm.
- Beilschmiedia ambigua Robyns & R. Wilczek
- Beilschmiedia anacardioides (Engl. & K. Krause) Robyns & R. Wilczek
- Beilschmiedia anay (S.F. Blake) Kosterm.
- Beilschmiedia andamanensis M. Gangop.
- Beilschmiedia angustielliptica Lorea-Hern.
- Beilschmiedia angustifolia Kosterm.
- Beilschmiedia appendiculata (C.K. Allen) S.K. Lee & Y.T. Wei
- Beilschmiedia archboldiana C.K. Allen
- Beilschmiedia argentata Kosterm.
- Beilschmiedia argentea Kosterm.
- Beilschmiedia assamica Meisn.
- Beilschmiedia atrata C.K. Allen
- Beilschmiedia auriculata Robyns & R. Wilczek
- Beilschmiedia austin-smithii (Standl.) C.K. Allen
- Beilschmiedia baillonii Pancher & Sebert
- Beilschmiedia balansae Lecomte
- Beilschmiedia bancroftii (F.M. Bailey) C.T. White
- Beilschmiedia bangkae Kosterm.
- Beilschmiedia baotingensis S.K. Lee & Y.T. Wei
- Beilschmiedia barensis (Engl. & K. Krause) Robyns & R. Wilczek
- Beilschmiedia batangensis (Engl.) Robyns & R. Wilczek
- Beilschmiedia berteroana (Gay) Kosterm.
- Beilschmiedia bhutanica M.G. Gangop.
- Beilschmiedia bitehi Aubrév.
- Beilschmiedia borneensis Merr.
- Beilschmiedia bourdilloni Brandis
- Beilschmiedia bourdillonii Brandis
- Beilschmiedia brachybotrys Merr.
- Beilschmiedia brachystachys Kosterm.
- Beilschmiedia brachythyrsa H.W. Li
- Beilschmiedia bracteata Robyns & R. Wilczek
- Beilschmiedia brandisii Hook. f.
- Beilschmiedia brasiliensis (Kosterm.) Kosterm.
- Beilschmiedia brassii C.K. Allen
- Beilschmiedia brenesii C.K. Allen
- Beilschmiedia brevifolia Y.T. Wei
- Beilschmiedia brevipaniculata C.K. Allen
- Beilschmiedia brevipes Ridl.
- Beilschmiedia brunnea B. Hyland
- Beilschmiedia bullata C.K. Allen
- Beilschmiedia cairocan Vidal
- Beilschmiedia calcitranthera Fouilloy
- Beilschmiedia caloneura Scheff
- Beilschmiedia castrisinensis B. Hyland
- Beilschmiedia caudata (Stapf) A. Chev.
- Beilschmiedia chevalieri Robyns & R. Wilczek
- Beilschmiedia chinensis Hance
- Beilschmiedia cinnamomea (Stapf) Robyns & R. Wilczek
- Beilschmiedia clarkei Hook. f.
- Beilschmiedia collina B. Hyland
- Beilschmiedia conferta (S. Moore) Robyns & R. Wilczek
- Beilschmiedia congestiflora (Engl. & K. Krause) Robyns & R. Wilczek
- Beilschmiedia congolana Robyns & R. Wilczek
- Beilschmiedia corbisieri (Robyns) Robyns & R. Wilczek
- Beilschmiedia costaricensis (Mez & Pittier) C.K. Allen
- Beilschmiedia crassa Sach. Nishida
- Beilschmiedia crassifolia (Engl.) Robyns & R. Wilczek
- Beilschmiedia crassipes (Engl. & K. Krause) Robyns & R. Wilczek
- Beilschmiedia cryptocaryoides Kosterm.
- Beilschmiedia cuneata (Meisn.) Kosterm.
- Beilschmiedia curtisii Gamble
- Beilschmiedia curviramea (Meisn.) Kosterm.
- Beilschmiedia cuspidata (K. Krause) Robyns & R. Wilczek
- Beilschmiedia cylindrica S.K. Lee & Y.T. Wei
- Beilschmiedia dalzellii Kosterm.
- Beilschmiedia dawei Robyns & R. Wilczek
- Beilschmiedia delicata S.K. Lee & Y.T. Wei
- Beilschmiedia deomalica Bennet & Sum. Chandra
- Beilschmiedia descoingsii Fouilloy
- Beilschmiedia dictyoneura Kosterm.
- Beilschmiedia dielsiana Teschner
- Beilschmiedia dilmyana Kosterm.
- Beilschmiedia dinklagei (Engl.) Robyns & R. Wilczek
- Beilschmiedia discolor C.K. Allen
- Beilschmiedia diversiflora Pierre ex Robyns & R. Wilczek
- Beilschmiedia djalonensis A. Chev.
- Beilschmiedia donisii Robyns & R. Wilczek
- Beilschmiedia durifolia (Mez) Govaerts
- Beilschmiedia elata Scott-Elliot
- Beilschmiedia elegantissima Kosterm.
- Beilschmiedia elliptica C.T. White
- Beilschmiedia elmeri Merr.
- Beilschmiedia emarginata (Meisn.) Kosterm.
- Beilschmiedia erythrophloia Hayata
- Beilschmiedia euryneura (Stapf) Robyns & R. Wilczek
- Beilschmiedia eusideroxylocarpa (Kosterm.) Kosterm.
- Beilschmiedia fagifolia Nees
- Beilschmiedia fasciata H.W. Li
- Beilschmiedia ferruginea H. Liu
- Beilschmiedia filicifolia Kosterm.
- Beilschmiedia fluminensis Kosterm.
- Beilschmiedia foliosa (S. Moore) Robyns & R. Wilczek
- Beilschmiedia fordii Dunn
- Beilschmiedia formosana C.E. Chang
- Beilschmiedia foveolata Merr.
- Beilschmiedia foxiana Gamble
- Beilschmiedia fruticosa Engl.
- Beilschmiedia fulva Robyns & R. Wilczek
- Beilschmiedia furfuracea Chun ex H.T. Chang
- Beilschmiedia gaboonensis (Meisn.) Benth.
- Beilschmiedia gallatlyi M. Gangop.
- Beilschmiedia gammieana King ex Hook. f.
- Beilschmiedia gemmiflora Kosterm.
- Beilschmiedia gigantocarpa Kosterm.
- Beilschmiedia gilbertii Robyns & R. Wilczek
- Beilschmiedia giorgii Robyns & R. Wilczek
- Beilschmiedia gitingensis Kosterm.
- Beilschmiedia glabra Kosterm.
- Beilschmiedia glandulosa N.H. Xia, F.N. Wei & Y.F. Deng
- Beilschmiedia glauca S.K. Lee & L.F. Lau
- Beilschmiedia glauciphylla Kosterm.
- Beilschmiedia glaucoides (H.W. Li) H.W. Li
- Beilschmiedia globularia Kurz
- Beilschmiedia glomerata Merr.
- Beilschmiedia grandibracteata Robyns & R. Wilczek
- Beilschmiedia grandiflora (Kosterm.) Kosterm.
- Beilschmiedia grandifolia (Stapf) Robyns & Wilczek
- Beilschmiedia grandiosa C.K. Allen
- Beilschmiedia gynotrochioides Kosterm.
- Beilschmiedia hartonoana Sach. Nishida
- Beilschmiedia henghsienensis S.K. Lee & Y.T. Wei
- Beilschmiedia hermanii Robyns & R. Wilczek
- Beilschmiedia hexanthera van der Werff
- Beilschmiedia hondurensis Kosterm.
- Beilschmiedia hutchinsoniana Robyns & R. Wilczek
- Beilschmiedia immersinervis Sach. Nishida
- Beilschmiedia inaequalis (A.C. Sm.) Kosterm.
- Beilschmiedia inconspicua Kosterm.
- Beilschmiedia insignis Gamble
- Beilschmiedia insularum Robyns & R. Wilczek
- Beilschmiedia intermedia C.K. Allen
- Beilschmiedia jabassensis (Engl. & K. Krause) Robyns & R. Wilczek
- Beilschmiedia jacques-felixii Robyns & R. Wilczek
- Beilschmiedia javanica Miq.
- Beilschmiedia kinabaluensis Kosterm.
- Beilschmiedia klainei Robyns & R. Wilczek
- Beilschmiedia kostermansiana Robyns & R. Wilczek
- Beilschmiedia kunstleri Gamble
- Beilschmiedia kwangsiensis Kosterm.
- Beilschmiedia kweichowensis W.C. Cheng
- Beilschmiedia kweo (Mildbr.) Robyns & R. Wilczek
- Beilschmiedia lachnostemonea F. Muell.
- Beilschmiedia laevis C.K. Allen
- Beilschmiedia lanatella Kosterm.
- Beilschmiedia lanceolata Pancher & Sebert
- Beilschmiedia lancifolia Miq.
- Beilschmiedia lancilimba Kosterm.
- Beilschmiedia lanuginosa Teschner
- Beilschmiedia latifolia (Nees) Sach. Nishida
- Beilschmiedia le-testui Pellegr.
- Beilschmiedia lebrunii Robyns & R. Wilczek
- Beilschmiedia ledermannii Teschner
- Beilschmiedia leemansii Robyns & R. Wilczek
- Beilschmiedia letouzeyi Robyns & R. Wilczek
- Beilschmiedia leytensis Merr.
- Beilschmiedia linharensis Sach. Nishida & van der Werff
- Beilschmiedia linocieroides H.W. Li
- Beilschmiedia longepetiolata C.K. Allen
- Beilschmiedia longifolia Teschner
- Beilschmiedia longipedicellata Ridl.
- Beilschmiedia longipes Hook. f.
- Beilschmiedia louisii Robyns & R. Wilczek
- Beilschmiedia lucidula (Miq.) Kosterm.
- Beilschmiedia lumutensis Gamble
- Beilschmiedia lundelliana Lasser
- Beilschmiedia macrocarpa A. Chev. ex H. Liu
- Beilschmiedia macrophylla Meisn.
- Beilschmiedia macropoda C.K. Allen
- Beilschmiedia madagascariensis (Baill.) Kosterm.
- Beilschmiedia madang (Blume) Blume
- Beilschmiedia maingayi Hook. f.
- Beilschmiedia malaccensis Hook. f.
- Beilschmiedia manantlanensis Cuevas & Cochrane
- Beilschmiedia mannii Robyns & R. Wilczek
- Beilschmiedia mannioides Robyns & R. Wilczek
- Beilschmiedia marginata Kosterm.
- Beilschmiedia mayumbensis Robyns & R. Wilczek
- Beilschmiedia megaphylla Pierre ex Robyns & R. Wilczek
- Beilschmiedia membranacea Gamble
- Beilschmiedia membranifolia Kosterm.
- Beilschmiedia mexicana (Mez) Kosterm.
- Beilschmiedia michelsonii Robyns & R. Wilczek
- Beilschmiedia micrantha Merr.
- Beilschmiedia microcarpa Sach. Nishida
- Beilschmiedia microphylla (Kosterm.) Kosterm.
- Beilschmiedia miersii (Gay) Kosterm.
- Beilschmiedia minutiflora A. Chev.
- Beilschmiedia montanoides Kosterm.
- Beilschmiedia moratii van der Werff
- Beilschmiedia morobensis Kosterm.
- Beilschmiedia muricata H.T. Chang
- Beilschmiedia murutensis Kosterm.
- Beilschmiedia myrciifolia (S. Moore) Robyns & R. Wilczek
- Beilschmiedia myrmecophila Kosterm.
- Beilschmiedia natalensis J.H. Ross
- Beilschmiedia ndongensis (Engl. & K. Krause) Robyns & R. Wilczek
- Beilschmiedia neocaledonica Kosterm.
- Beilschmiedia neoletestui Fouilloy & N. Halle
- Beilschmiedia nervosa (Elmer) Merr.
- Beilschmiedia ngriki A. Chev.
- Beilschmiedia nigrifolia Elmer
- Beilschmiedia ningmingensis S.K. Lee & Y.T. Wei
- Beilschmiedia nitida Engl.
- Beilschmiedia novae-britanniae Kosterm.
- Beilschmiedia novo-guineensis Teschner
- Beilschmiedia obconica C.K. Allen
- Beilschmiedia oblanceolata Merr.
- Beilschmiedia oblonga Kosterm.
- Beilschmiedia oblongifolia Robyns & R. Wilczek
- Beilschmiedia obovalifoliosa Lecomte
- Beilschmiedia obovata Kosterm.
- Beilschmiedia obovatifoliosa Lecomte
- Beilschmiedia obscura (Stapf) A. Chev.
- Beilschmiedia obscurinervia H.T. Chang
- Beilschmiedia obtusifolia (F. Muell. ex Meissner) F. Muell.
- Beilschmiedia odorata Baill. ex Laness
- Beilschmiedia oligandra L.S. Sm.
- Beilschmiedia oligantha Sach. Nishida
- Beilschmiedia oligocarpa Kosterm.
- Beilschmiedia olivacea Robyns & R. Wilczek
- Beilschmiedia opposita Kosterm.
- Beilschmiedia oreophila Schltr.
- Beilschmiedia ovalioides Sach. Nishida
- Beilschmiedia ovalis (S.F. Blake) C.K. Allen
- Beilschmiedia ovoidea F.N. Wei
- Beilschmiedia pahangensis Gamble
- Beilschmiedia palembanica (Miq.) Kosterm.
- Beilschmiedia papyracea (Stapf) Robyns & R. Wilczek
- Beilschmiedia parvifolia Lecomte
- Beilschmiedia pauciflora H.W. Li
- Beilschmiedia paulocordata Fouilloy & N. Halle
- Beilschmiedia pedicellata van der Werff
- Beilschmiedia pellegrinii Fouilloy & N. Halle
- Beilschmiedia penangiana Gamble
- Beilschmiedia pendula (Sw.) Hemsl.
- Beilschmiedia peninsularis B. Hyland
- Beilschmiedia perakensis Gamble
- Beilschmiedia percoriacea C.K. Allen
- Beilschmiedia pergamentacea C.K. Allen
- Beilschmiedia phoebeopsis Kosterm.
- Beilschmiedia pierreana Robyns & R. Wilczek
- Beilschmiedia pilosa Kosterm.
- Beilschmiedia piya A. Chev.
- Beilschmiedia podagrica Kosterm.
- Beilschmiedia poilanei H. Liu
- Beilschmiedia praecox Koord. & Valet.
- Beilschmiedia preussii Engl.
- Beilschmiedia preussioides Fouilloy & N. Halle
- Beilschmiedia pseudomicropora (Purkayastha) Kosterm.
- Beilschmiedia pubescens Teschner
- Beilschmiedia pullenii Kosterm.
- Beilschmiedia punctilimba H.W. Li
- Beilschmiedia purpurascens H.W. Li
- Beilschmiedia purpurea Elmer
- Beilschmiedia pustulata Kosterm.
- Beilschmiedia recurva B. Hyland
- Beilschmiedia reticulata Kosterm.
- Beilschmiedia rigida (Mez) Kosterm.
- Beilschmiedia riparia Miranda
- Beilschmiedia rivularis Kosterm.
- Beilschmiedia robertsoni Gamble
- Beilschmiedia robusta C.K. Allen
- Beilschmiedia robynsiana Kosterm.
- Beilschmiedia roehliana Lasser
- Beilschmiedia rosseliana Kosterm.
- Beilschmiedia roxburghiana Nees
- Beilschmiedia roxburgiana Nees
- Beilschmiedia rufohirtella H.W. Li
- Beilschmiedia rufolanata Kosterm.
- Beilschmiedia rufoperulata Kosterm.
- Beilschmiedia rugosa van der Werff
- Beilschmiedia rwandensis R. Wilczek
- Beilschmiedia sary Kosterm.
- Beilschmiedia schmitzii Robyns & R. Wilczek
- Beilschmiedia scintillans (Kosterm.) van der Werff & Sach. Nishida
- Beilschmiedia scortechinii Gamble
- Beilschmiedia sericans Kosterm.
- Beilschmiedia sericea Teschner
- Beilschmiedia sessilifolia Engl. ex Fouilloy
- Beilschmiedia shangsiensis Y.T. Wei
- Beilschmiedia sichourensis H.W. Li
- Beilschmiedia sikkimensis King ex Hook. f.
- Beilschmiedia sphaerocarpa H.J.P. Winkl.
- Beilschmiedia stapfiana Robyns & R. Wilczek
- Beilschmiedia staudtii Engl.
- Beilschmiedia steyermarkii C.K. Allen
- Beilschmiedia stricta Kosterm.
- Beilschmiedia sulcata (Ruiz & Pav.) Kosterm.
- Beilschmiedia sumatrensis Ridl.
- Beilschmiedia superba Kosterm.
- Beilschmiedia supraglandulosa Y.K. Li
- Beilschmiedia talbotiae (S. Moore) Robyns & R. Wilczek
- Beilschmiedia tanakae Hayata
- Beilschmiedia tarairi (A. Cunn.) Kirk
- Beilschmiedia taubertiana (Schwacke & Mez) Kosterm.
- Beilschmiedia tawa (A. Cunn.) Kirk
- Beilschmiedia tawaensis Merr.
- Beilschmiedia tawaroa A.E. Wright
- Beilschmiedia telupidensis Sach. Nishida
- Beilschmiedia tessendorffiana Teschner
- Beilschmiedia thollonii Robyns & R. Wilczek
- Beilschmiedia thomaea (Nees) Benth. & Hook. f.
- Beilschmiedia tilaranensis Sach. Nishida
- Beilschmiedia tirunelvelica Manickam, Murugan, Jothi & Sundaresan
- Beilschmiedia tisseranti A. Chev.
- Beilschmiedia titanophylla Airy Shaw
- Beilschmiedia tonkinensis (Lecomte) Ridl.
- Beilschmiedia tooram (F.M. Bailey) B. Hyland
- Beilschmiedia tovarensis (Klotzsch & H. Karst. ex Meisn.) Sach. Nishida
- Beilschmiedia triplinervis Teschner
- Beilschmiedia troupinii R. Wilczek
- Beilschmiedia tsangii Merr.
- Beilschmiedia tungfangensis S.K. Lee & L.F. Lau
- Beilschmiedia ugandensis Rendle
- Beilschmiedia undulata Miq.
- Beilschmiedia variabilis Robyns & R. Wilczek
- Beilschmiedia velutina (Kosterm.) Kosterm.
- Beilschmiedia vermoesenii Robyns & R. Wilczek
- Beilschmiedia versicolor Kosterm.
- Beilschmiedia vestita L.C.S. Assis & M.F. Santos
- Beilschmiedia vidalii Kosterm.
- Beilschmiedia villosa Kosterm.
- Beilschmiedia volckii B. Hyland
- Beilschmiedia wallichiana (G. Don) Kosterm.
- Beilschmiedia wangii C.K. Allen
- Beilschmiedia wieringae Kosterm.
- Beilschmiedia wightii (Nees) Hook. f.
- Beilschmiedia wilczekii Fouilloy
- Beilschmiedia xizangensis H.B. Cui
- Beilschmiedia yaanica (N. Chao) N. Chao
- Beilschmiedia yangambiensis Robyns & R. Wilczek
- Beilschmiedia yunnanensis H.H. Hu
- Beilschmiedia zahnii (Krause) Robyns & R. Wilczek
- Beilschmiedia zapoteoides (Lundell) Kosterm.
- Beilschmiedia zenkeri Engl.
- Beilschmiedia zeylanica (Thwaites) Trim.